# PC-FX
PC-FX（ピーシー エフエックス）は、1994年12月23日に日本電気ホームエレクトロニクス（NECホームエレクトロニクス）から発売された家庭用ゲーム機である。発売当時のメーカー希望小売価格は49,800円。
ハドソンと共同開発したPCエンジンの次世代機である。高速で動画を再生する機能を有した本機ではアニメーションを中心にしたゲームソフトが展開されたが、同年に発売されたセガ・エンタープライゼス（現：セガ）のセガサターンやソニー・コンピュータエンタテインメント（現：ソニー・インタラクティブエンタテインメント）のPlayStationとのシェア争い（次世代ゲーム機戦争）に敗れ、1998年に撤退、販売台数もPCエンジンに及ばなかった。

## 歴史

### 開発経緯
1992年-1993年頃、NECホームエレクトロニクスはPCエンジンSUPER CD-ROM2の後継機として32ビット機の開発を始めていた。共同開発したハドソンは、1992年1月にアメリカ合衆国ラスベガスで開催されたCESや同年5月18日に帝国ホテルで開催されたハドソン創設20周年記念の記者発表会でMotion JPEGを扱える32ビットチップセットHuC62を公表している。一方アーケードゲーム業界では、セガ・エンタープライゼス（現：セガ）のMODEL2基板、ナムコ（現：バンダイナムコエンターテインメント）のSYSTEM22基板などの3DCG対応アーケードゲーム基板が熾烈な性能競争を繰り広げていた。任天堂やセガ・エンタープライゼス、ソニー・コンピュータエンタテインメント（現：ソニー・インタラクティブエンタテインメント）も次世代機の開発を進めていた。

### 商品化発表
1993年11月1日、日本経済新聞社が発行する『日本経済新聞』及び『日経ニューメディア』でNECホームエレクトロニクスが32ビットCD-ROMゲーム機を1994年末に商品化すると報道。この時点では32ビットRISC CPUを採用、映像処理用チップセットにハドソン製を採用、ゲーム媒体はCD-ROMを採用し実写映像やアニメーションを取り込んで再生可能、等と報じられた。同年11月30日発売の『PC Engine FAN』1994年1月号、『月刊PCエンジン』1994年1月号、『マル勝PCエンジン』1994年1月号で、開発コード「FX」と名付けられた次世代機の特集記事が掲載され、「FXはCD-ROM専用機」「PCエンジンとの互換性なし」「メインCPUはNEC製V810を採用し、その他に（ハドソンの）テツジンの一部のチップを若干変更して採用」「秒間30コマのフルカラー／フルアニメーションが可能」と報じられた。なお、1994年1月17日付『日経ニューメディア』には「32ビットCD-ROMゲーム機のCPUを、ハドソンから提案のあったハドソン独自CPUではなく、NECのV810に変更」すると報じられており、開発当初はハドソンから独自CPUの採用が提案されていたことがうかがえる。
同時期にはソニー・コンピュータエンタテインメントの新規参入ハード（コードネームPS-X、後のPlayStation）やセガ・エンタープライゼスのメガドライブ次世代機（コードネームSaturn、後のセガサターン）など、他社からも次世代機の開発計画が公表され始める。

### 発売まで
1994年5月13日の「NEC全国ソフトメーカー会」会場でFXの詳細仕様が公開された。また、FXをPC-9801シリーズのCD-ROMドライブとして使用する専用アダプターも参考出品として展示された。このほかに本体モックアップの展示及び同時発売予定のソフトとして『バトルヒート』（仮称）、『FXファイター』（仮称）、『チームイノセント』（仮称）も発表されている。
1994年6月4日、5日の日程で千葉県・幕張メッセで開催された「'94東京おもちゃショー」NECブースで、FXのモックアップが一般向けに公開されると共に対応ソフトも同時出展され、会場で実際にプレイすることもできた。その後、正式名称を「PC-FX」に決定し、対応ソフトの参入メーカーとしてNECアベニュー、NECホームエレクトロニクス、データウエスト、ハドソン、ヒューネックス、マイクロキャビン、リバーヒルソフト、レイ・フォースの8社が参入する事も併せて発表され、『バトルヒート』と『チームイノセント』の2タイトルは正式に発売する事も公表された。商品名の「PC-FX」について、「PC」=「PCエンジンの発展機であること」「PC-98シリーズとの親和性を持つ」という意味が込められ、「FX」=「Future（未来）とX（未知数）」という意味で「新しい時代を担う無限の可能性を持つマシン」を表している。
同年7月にPC-FXのアイキャッチとロゴが公開され、同年8月上旬には正式発売の2タイトルに加えて11タイトルが追加で公表され、『バトルヒート』『TEAM INNOCENT』『卒業II FX 〜Neo Generation〜』の3本がPC-FXと同時発売されることが公表された。同年10月29日発売の『PC Engine FAN』1994年12月号で量産試作機の写真及び最終スペックが公開されたが、この時点では発売日は未定だった。
1994年10月31日、PC-FXを同年12月9日に発売すると正式発表。希望小売価格は49,800円と報じられた。同年11月30日発売の『PC Engine FAN』1995年1月号にPC-FXの広告も掲載され「12月9日（金）発売予定」と記載されていたが、本体添付の印刷物に記載ミスが見付かったことから発売日を12月23日に延期すると発表。こうして当初予定の1994年12月9日から2週間遅れて同年12月23日にPC-FXが発売された。なお、年末年始商戦で出荷された台数は7万台と報道されている。

### 発売後
1995年3月17日、NECホームエレクトロニクスはPC-FXのハード、ソフトをNECのPC-98シリーズで利用できるようにする周辺機器としてPC-FX SCSIアダプタ（型番:FX-SCSI）と98CanBe専用のPC-FXボード（型番:FX-98IF）を発売。同年4月、都内の家電量販店でPC-FXの店頭価格が29,800円と大幅に下落し、定価販売のPlayStationとの勝敗が鮮明と報じられた。
1995年5月、NECホームエレクトロニクスはPC-FX向けにアニメとゲームを融合した「アニメ戦略」を展開すると発表。また、イメージキャラクターとして只野和子がキャラクターデザインした「ロルフィー」を発表した。
1995年7月、NECホームエレクトロニクスはPC-FXの仕様を一般に公開し、同年末にPC-98シリーズなどでゲームや映像ソフトが簡単に制作できるシステムを発売すると発表。同年12月8日、企業向けと比べて安価な開発ツールを提供する、PC-FX上位互換のPC-9800シリーズ用ゲームアクセラレータボード・PC-FXGAを販売した（DOS/V用は1996年6月発売）。これは本体付属ツールのみでも3DCGを作成できるというもので、初回1万本限定で別売の開発ツール（GMAKERスタータキット）を同梱した「PC-FXGAキャンペーンセット」も販売された。さらに追加の開発キット（GMAKERスタータキットプラス）も発売され、より高度な開発環境も提供された。当時はゲーム専門学校も活況であり、同人市場やゲーム業界に興味のある人を視野に置いたアプローチも行われ、ゲームソフト開発会社のヒューマンが運営するヒューマンクリエイティブスクールと共同でゲームソフト製作者の育成も試みられた。
なお、『PC Engine FAN』の発行元である徳間書店インターメディアも、PCエンジンソフト開発環境を自ら開発し、『でべろBOX』と称するハードウェアを誌上販売すると共に（1996年2月発売）、PCエンジンユーザー開発システム（開発ツール）『でべろスターターキット・アセンブラ編』『でべろスターターキット・BASIC編』を出版し、後には『でべろスターターキット・アセンブラ編』と『でべろBOX』をセットにした『でべろスターターセット』を誌上販売している。
ソニー・コンピュータエンタテインメントとセガ・エンタープライゼスによる次世代機の覇権争いで、PlayStationやセガサターンが廉価版を次々に投入するに伴い、PC-FXも1997年1月にオープン価格に移行。同年6月には実売価格が14,800円まで大幅に値下げして販売されていた。また、ソフマップとタイアップして『女神天国II』を同梱した「Sofmap特製 PC-FX限定Version 女神天国II付き」も発売されている。
1998年6月、NECホームエレクトロニクスがドリームキャストへの参入を発表。同時にPC-FXからの撤退を正式に発表した。なお、NECホームエレクトロニクスは、後にNECグループの事業整理の対象になり、2000年3月31日を以て事業を停止・解散した。またNECアベニューなどNECグループのソフトウェア関連部門を分離・統合して設立したNECインターチャネルも2004年に株式会社インデックスに譲渡され、NECグループはゲーム業界から撤退する事となった。
PC-FXの最終的な販売台数は11万1千台、累計出荷台数は1997年9月末時点で29万台とされるが、いずれにしても国内累計出荷台数が584万台であるPCエンジンと比較すると、圧倒的な惨敗に終わった点は変わらない。

## 反響
『PC Engine FAN』1994年8月号の特集記事で、ハドソンの中本伸一は「ポリゴンは今注目されているから。だからそういう面では、PC-FXに動画機能という違った切り口があるっていうのがひとつ面白いやりかたなんじゃないかな。」「今はみんなポリゴンで見ちゃうんだよね。」「ボリゴンだけでゲームになるかといったら、やっぱりならないんだね。32Bit機といったって、やっばりスプライトや背景画面などの、今までのゲームの部分を高めていかないと。」と発言している。当時のリアルタイムポリゴン映像のほとんどが、実質数パターンのカメラ視点（視点切り替え）しか使用していない事を挙げ、同数の動画を用意すれば結果的に同じ事だと断じている。
こうして1994年の年末商戦にはセガサターンやPlayStationも発売され、PC-FXはこれらの2機種とともに次世代機戦争の一角を担うとされていた。しかし、他社に対抗できるキラーソフトをハードウェア立ち上げ時に用意できず、他の同世代機が持っていた3DCG機能を持たずに動画をメインとしたハードウェア設計により、競合機種の勢いに引き離され、『ファミコン通信』1995年10月27日号で行われた「ファミ通国勢調査'95」の「持っているゲームマシン」において、PC-FXの所有率は3.2%と、PlayStation：40.2%、サターン：34.5%に対して大きく差をつけられた（回答710名、男性73.8%、女性9.9%、不明16.3%）。
一方でデザインは評価され、1994年度グッドデザイン賞を受賞した。

## ハードウェア
筐体
家庭用ゲーム機としては初めて縦置きデザインを採用した。
光学ドライブ
CD挿入部分はPCエンジンDuoと同じトップローディング方式である。
映像
CD-ROMから読み出した圧縮動画データを独自の圧縮データ伸長専用のプロセッサに送ることで、高速動画再生を実現する機能を持ち、グラフィック関係の機能が充実していた。

### チップセットについて
PC-FXのチップセットはPCエンジンと同様のハドソン製HuC62シリーズのうち以下が搭載されている。また拡大・縮小・回転・セロハン（半透明）機能のある4枚のバックグラウンドが追加されている。動画再生機能としてMotion JPEGデコーダを搭載しており、動画ではなく一枚絵としてゲームの背景に使用することも可能。
- HuC6230：音源チップ、HuC6280のPSG部にADPCMを追加した物。
- HuC6261：ビデオ管理機能を持つ。HuC6260の次世代チップにあたる。
- HuC6270：VDC（Video Display Controller）、2個を搭載した。
- HuC6271：Motion JPEGデコーダ
- HuC6272：メモリコントローラ

一時期ポリゴン処理能力を持たせるという話題があったが、PC-FX自体には搭載されなかった。これには2つの説がある。
- 元々はハドソン社によって開発されていた次世代ゲーム機のためのチップセット（コード名「TETSUJIN」）を搭載する予定であったが、そのうちの3D用表示用チップ・HuC6273（クボタコンプスとの共同開発のグラフィックチップ）の開発がPC-FX製品化に間に合わなかった[注 4][要出典]。

- PCエンジンに詳しいゲーム開発者・ゲームライターの岩崎啓眞は上記の説を否定しており[32]、「PC-FXは3Dを前提として開発していたがチップが間に合わなかった」のではなく、「PC-FXの開発陣は当時のアーケードにおける熾烈な3D競争を知らず、2D路線で成功していたPCエンジンの延長としてPC-FXをとらえていたため、3DO・サターンと『2D戦争をやる』なら、PC-FXは致命的な性能のマシンではないが、そもそも3Dについてほとんど考えておらず、PlayStationが出てきてあわてて3D用のチップの開発を始めた」と説明している。

そこで、HuC6273の代わりに前世代のPCエンジン用グラフィックチップ（HuC6270）を2個搭載し、これにMotion JPEGデコーダ（HuC6271）を追加することで強力な動画再生機能を付与するという、はなはだアンバランスな構成となった。その結果、本機のグラフィック機能、特に画面モードとビデオメモリへのアクセス方法には様々な制約が存在することとなり、グラフィックメモリマッピングが極めて変則的であるため、3Dゲームのみならず、2Dシューティング/アクション/対戦格闘ゲーム等の移植も困難になってしまった。
HuC6273は、PC-9800シリーズ用（Cバス）及びDOS/V用（ISAバス）ゲームアクセラレータボード・PC-FXGAに搭載され、『んーにゅー』（1996年7月発売・NECホームエレクトロニクス、市販された唯一のPC-FXGA用ゲームソフト）と共に発売された。なお当初計画・予告されていたPCIバス対応版のPC-FXGA/PCIは製品化されずに終わっている。

### 仕様
以下は『PC Engine FAN』1994年12月号掲載の「PC-FX最終スペック表」（17頁）及び『PC-FX取扱説明書』「仕様／定格」（29頁）等による。
- CPU：V810 （μPD70732GD-25）21.475MHz
  - 日本電気が開発した、オリジナル設計の32ビットRISC CPU。このCPUは32ビットRISC CPUでありながら16ビット長の命令混在を許容することでメモリ使用効率の改善を図るなど、組み込み用途に適したプロセッサである。
- メインRAM：2MB
- ビデオRAM :1.25MB
- CDバッファ：256KB
- バックアップRAM：32KB
- システムROM：1MB
- CD-ROMドライブ：2倍速
- 対応CDフォーマット：PC-FX用CD-ROM、音楽CD、CD-G、CD-EG、フォトCD
- 最大表示色数：1677万色
- 画面解像度：標準256×240ドット（PCエンジンと同等）、最大320×240ドット
- スプライト数：1画面中に最大128個
- BG画面数：最大7面（最大9画面合成）
- エフェクト：BG1画面に対して回転・拡大・縮小・セロファン・フェード・プライオリティ
- 動画再生：Motion JPEG、フルカラー・フルスクリーン
- 動画圧縮：JPEG/ランレングス（30フレーム/秒）[16]
- サウンド機能：ADPCM 2ch、波形メモリ音源（最大6音）
- 出力端子：ビデオ端子、S映像出力端子、ステレオ音声出力端子、電源出力端子（DC出力 5V/40mA）
- 拡張スロット
  - 本体前面：バックアップメモリ増設スロット - FX-BMP（本体メモリの4倍の容量を持つバックアップメモリパック）用
  - 本体後面：機能拡張スロット（PC-98シリーズとの接続用）
  - 本体底面：メインメモリ増設スロット（対応製品なし）
- パッド端子：2ポート
- 外形寸法：幅132mm×奥行き267mm×高さ244mm（5.2in×10.5in×9.6in）
- 使用電源：AC 100V±10% 50/60Hz
- 消費電力：16W
- 重量：約2.9kg（本体）、約200g（PC-FX専用パッド）

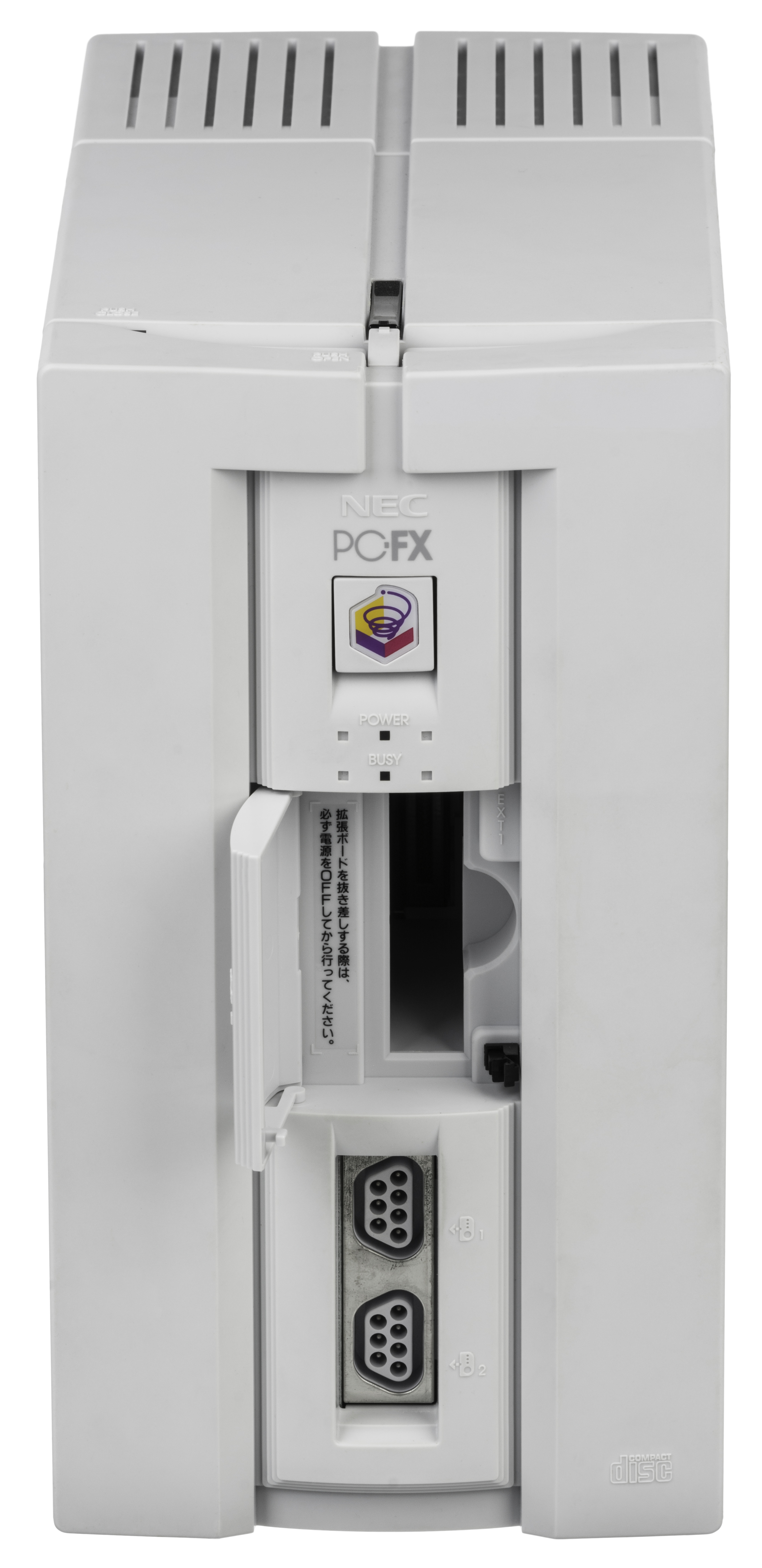
本体前面とバックアップメモリ増設スロット（EXT1）
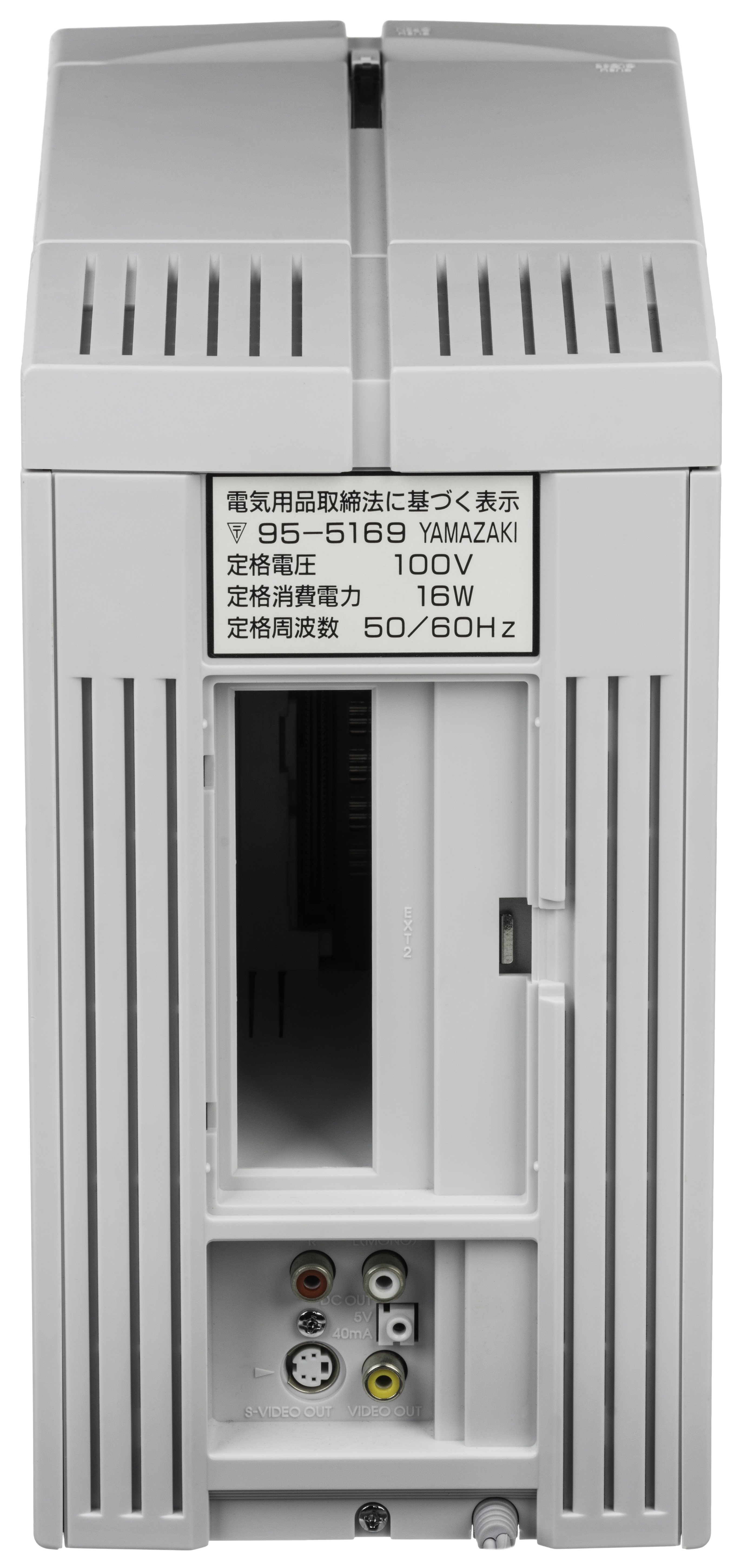
本体後面と機能拡張スロット（EXT2）
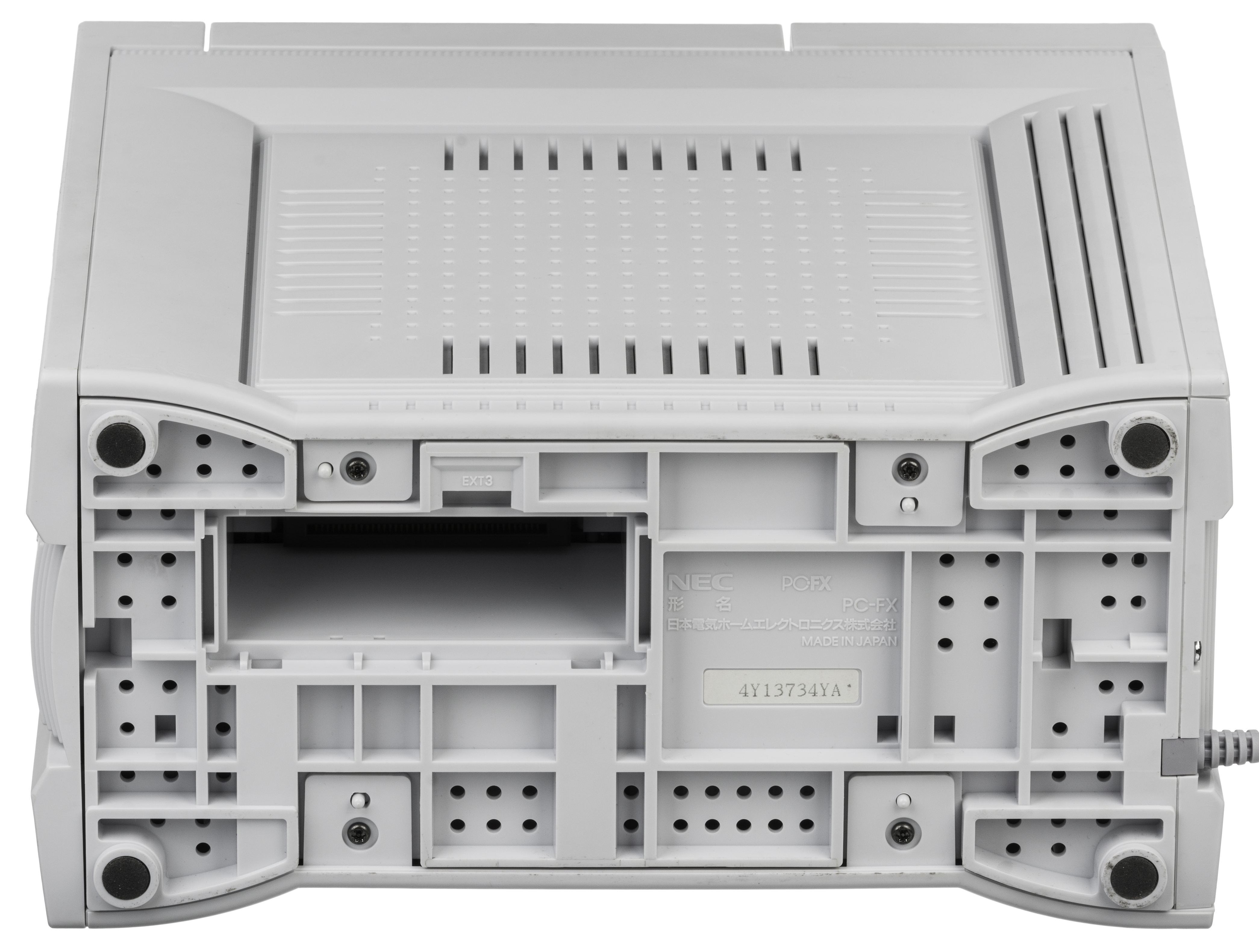
本体底面とメインメモリ増設スロット（EXT3）
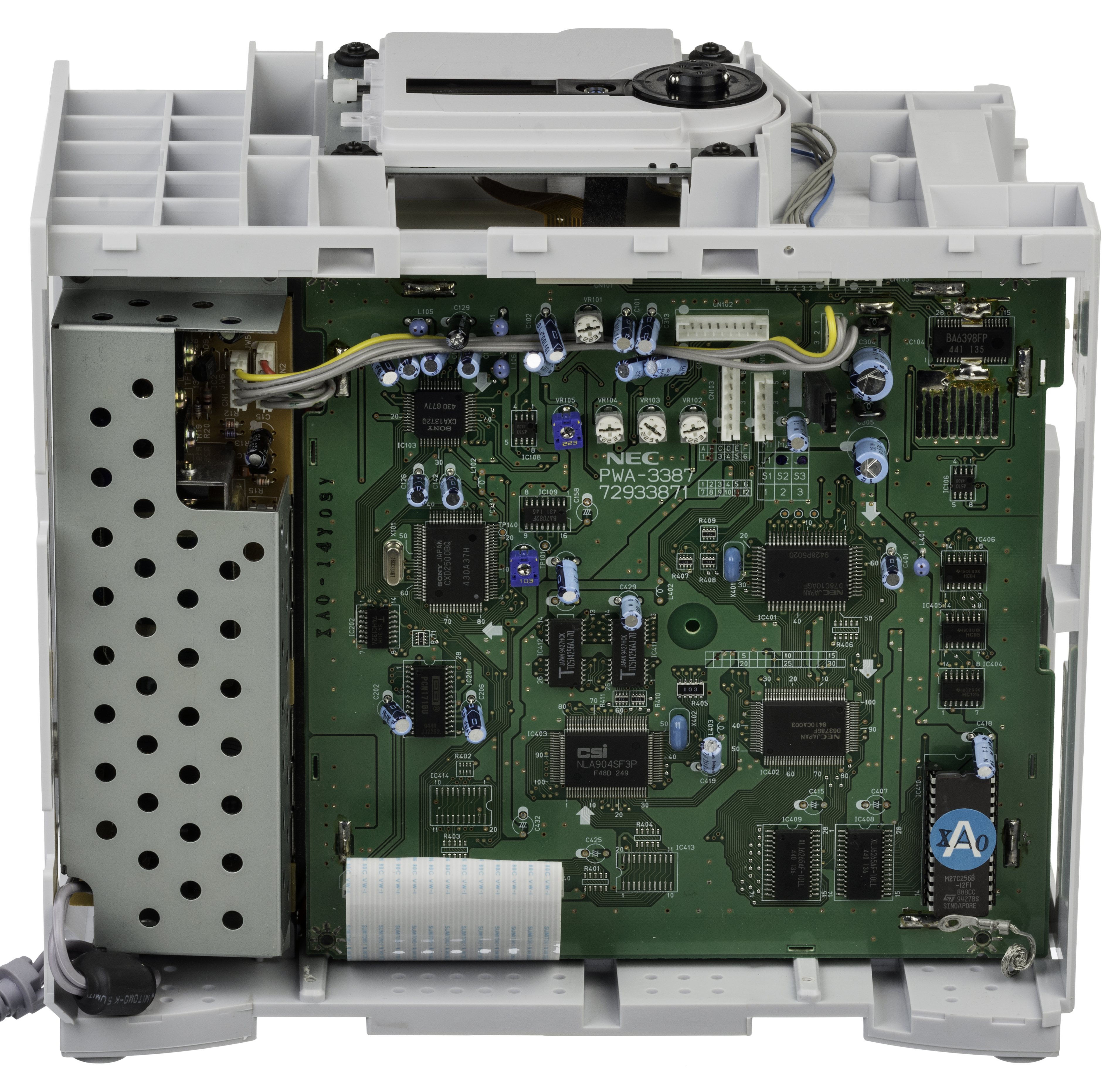
PC-FX内部
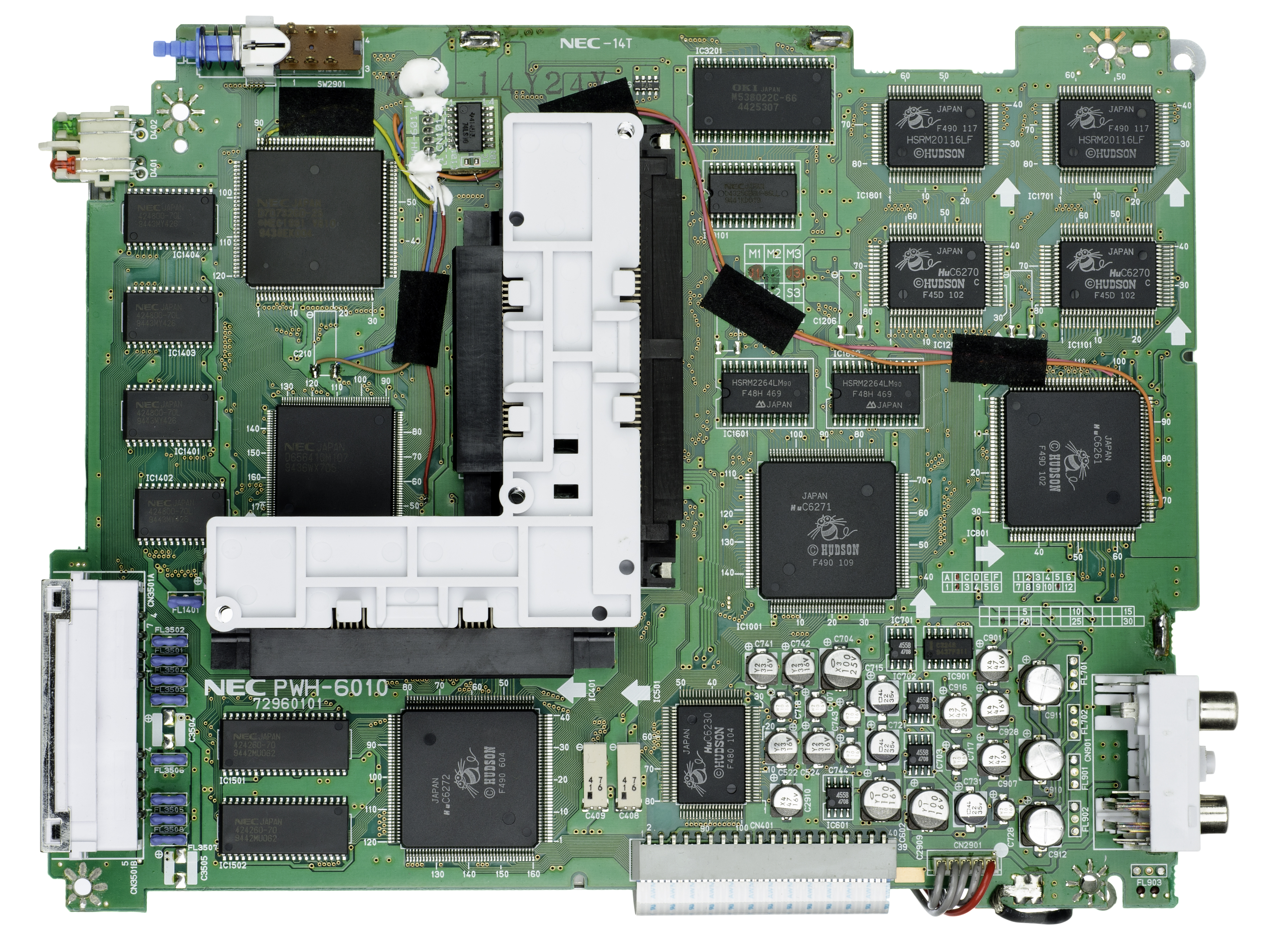
PC-FXマザーボード
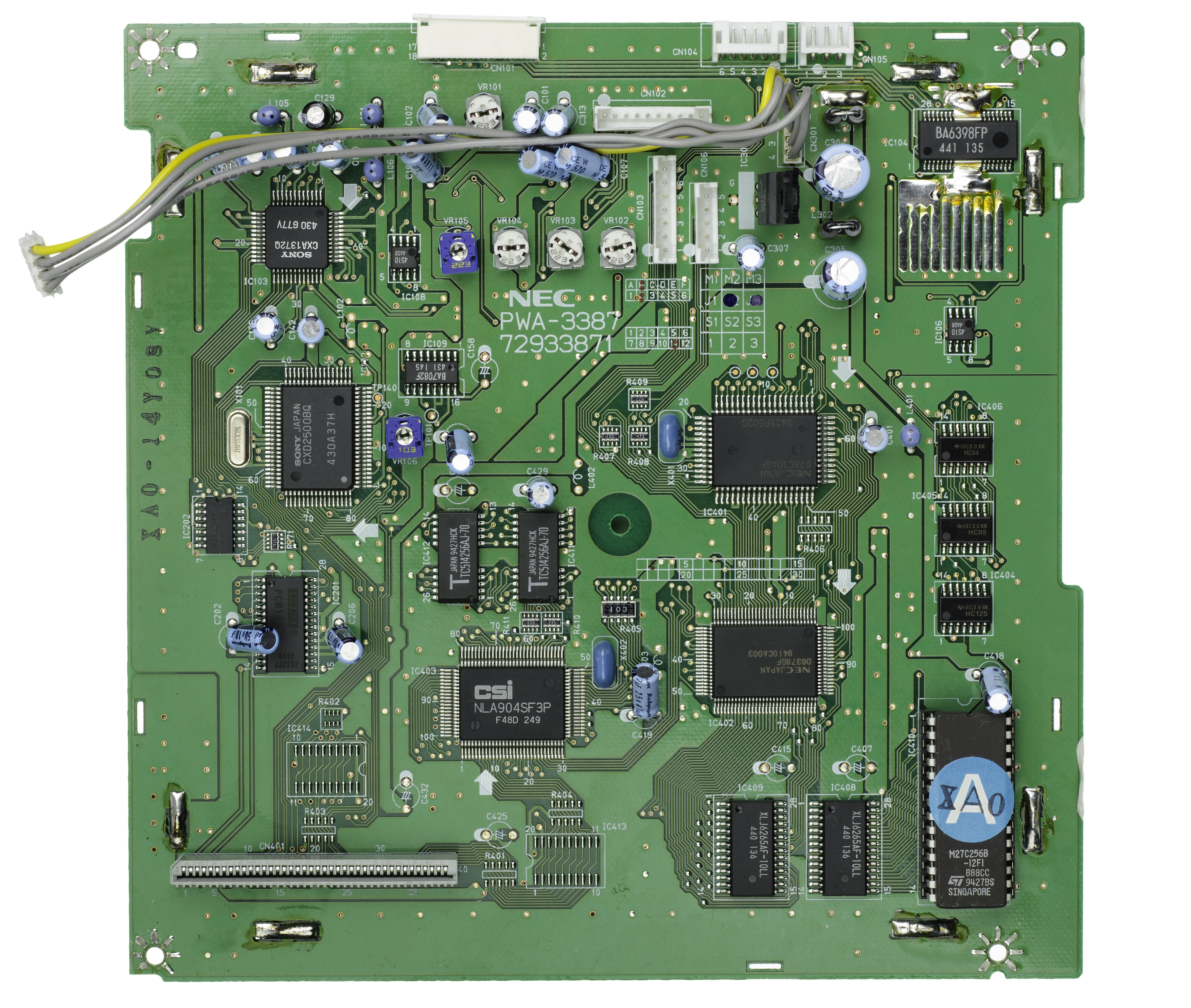
PC-FXドーターボード

## 周辺機器
- PC-FX専用パッド（型番：FX-PAD）
- PC-FX マウス（型番：FX-MOU）
- PC-FX バックアップメモリパック（型番：FX-BMP）

ゲームパッドのボタンは二列横並びの6ボタンであり、PCエンジン用6ボタンコントローラ『アーケードパッド6』（PCエンジンDuo-RXに同梱）と同形状のデザインである。しかしボタンを多用するようなゲーム性の作品はほとんど発売されず、『ファーストKiss☆物語』のミニゲーム・『ヒューネックスファイターズ'98』という2D対戦格闘ゲームで対応している。
後に有志によりコントローラ端子の3Dプリンター用データが公開された。

## 関連商品
- PC-FX SCSIアダプタ（型番:FX-SCSI）
- PC-FXボード（型番:FX-98IF、98CanBe専用）
- PC-FXGA（PC-9800シリーズ用）
- PC-FXGA（DOS/V用）

NEC製PC-9800シリーズとの連携が意識されていたため、PC-FXボード（型番:FX-98IF）、PC-FXGAなどPC上でPC-FXのソフトが遊べる拡張カードが発売され、PC-FXをSCSI接続の外付けCD-ROMドライブとして接続するPC-FX SCSIアダプタ（型番:FX-SCSI）も発売された。

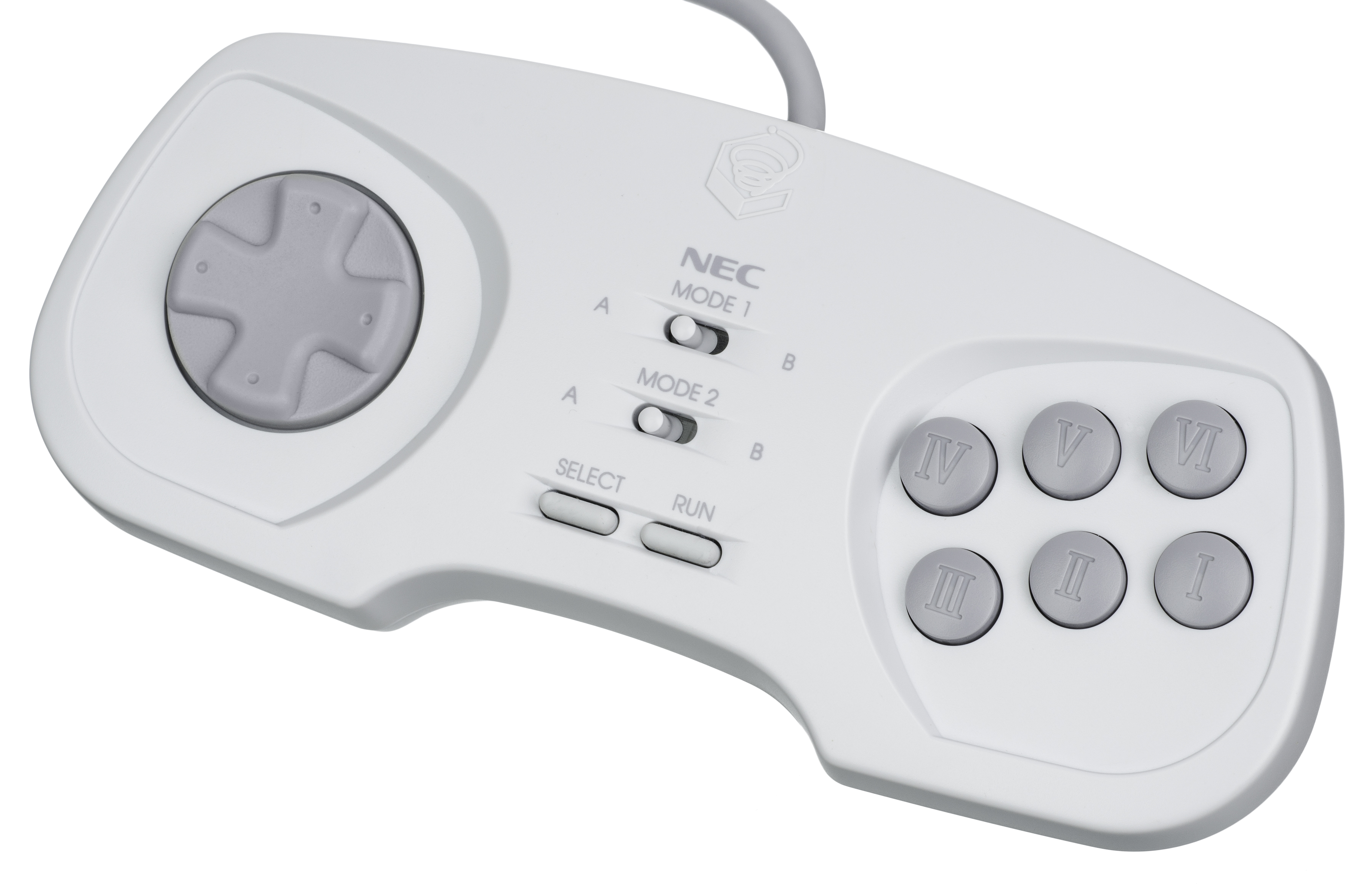
FX-PAD
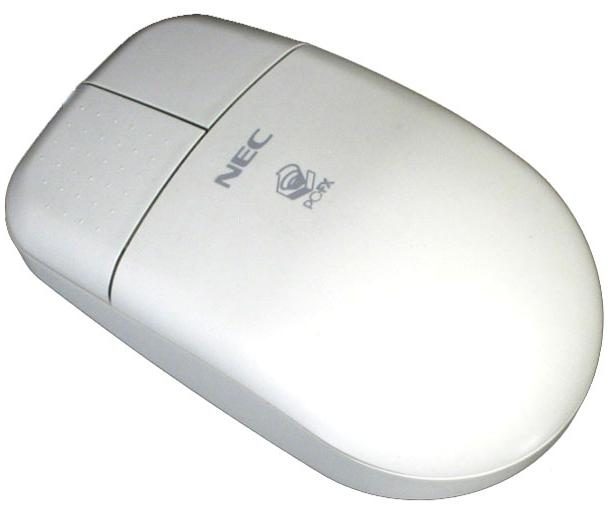
PC-FX マウス
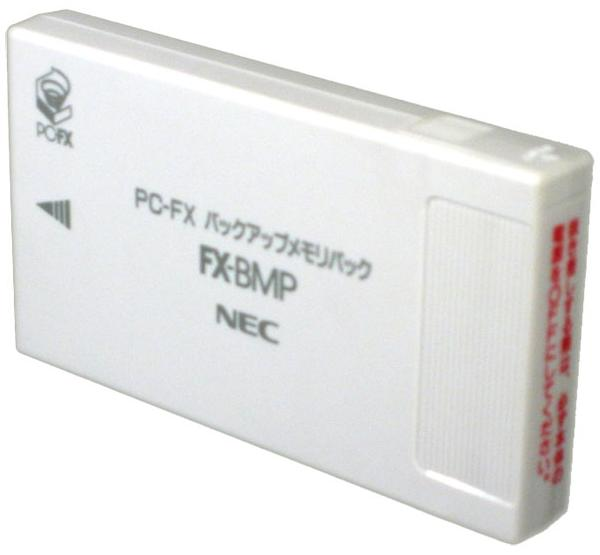
PC-FX バックアップメモリパック
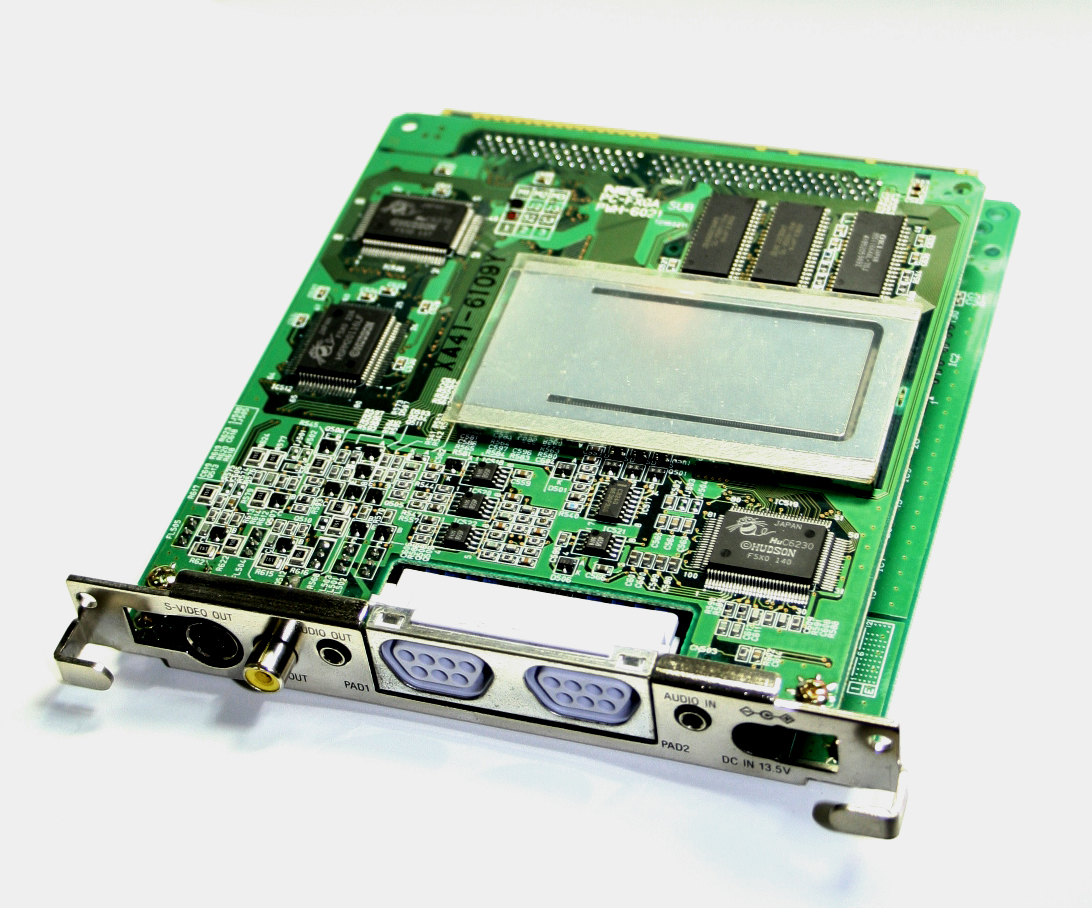
PC-FXGA（PC-9800シリーズ用）

## ソフトウェア
ソフトの総数は雑誌付録・体験版・PC-FXGA専用ソフトを除くと62本。『バトルヒート』のようなアニメーションとゲームを融合させたゲームソフトを強みとした。 
1995年3月20日、NECホームエレクトロニクスと共同のプラットフォームホルダーであるハドソンが、『天外魔境III NAMIDA』のPC-FXへの対応機種変更と、1996年春頃の発売予定であることを発表した。同年6月3日、4日に開催された「'95東京おもちゃショー」ではPC-FXの動画再生機能を生かしたデモンストレーションが再生されるなど大々的な展示が行われたが、結局、発売日未定のまま開発中止となった。ハドソンからは1996年3月8日に『銀河お嬢様伝説ユナFX 哀しみのセイレーン』、1996年4月26日に『スーパーパワーリーグFX』が発売されたが、以降はPC-FX専用ソフトのリリースは行われず、ハドソンによるPC-FX専用ソフトのリリースは少数にとどまった。
1995年10月、NECアベニューなどNECグループのコンテンツ製作・販売部門を統合してNECインターチャネルが設立された。PC-FXへのさらなる注力を表明したが、NECインターチャネルから発売されたPC-FX専用ソフトは『天地無用! 魎皇鬼FX』一作のみで、その後PC-FX専用ソフトをリリースすることはなかった。なお、1996年8月にNECインターチャネルは美少女ゲームを武器に巨大なギャルゲー市場があったセガサターンへ参入している。これについて当時TBSテレビ「JNN報道特集」にて特集されている。
このように、PC-FXに参入して独自にソフトウェアを販売するサードパーティーは少数に限られた。ビジネスとして成功するか様子見をしているゲーム会社もいることから、NECホームエレクトロニクスは他のブランドと開発費を出し合って開発するダブルブランド戦略も取っていた。その結果、PC-FXのほとんどのソフトをNECホームエレクトロニクスがリリースすることとなった。
1998年4月27日、PC-FX最後のソフトである『ファーストKiss☆物語』（NECホームエレクトロニクス）が発売された。

### アニメ戦略
NECホームエレクトロニクスが1995年5月から展開したのが「アニメ戦略」である。これは、PC-FX最大の特徴でありウリでもある高速動画再生機能をフルに使用したアニメソフトを中心にゲームを制作していくもので、同時に発売予定のゲームタイトルは、アクティブプレイワールド、バラエティ・フォーラム、アイドルコミュニケーション、アニメエクスプレスの4つの世界観に分類されるとした。これにあわせて同年8月12日にリリースされたPC-FX専用CD-ROMソフト『アニメフリークFX』Vol.1（創刊号）の広告では「アニメファンのためのアニメ情報メディア」「アニメファンのためのゲームマシンで見るOVA登場!!」と謳っていた。また、PC-FXアニメファンクラブが設立され、積極的にアニメファンや声優ファンの取り込みを行っていた。
1995年8月発売の『アニメフリークFX』Vol.1の発売を皮切りに、同年8月に開催されたコミックマーケット48への出展、『アニメフリークFX』シリーズや『チップちゃんキィーック!』の販売を行っている。
PC-FXの購入者のほとんどは「PCエンジンからのファンの方たち。」20歳前後の男子であった。こういった状況から「当初、アニメ戦略を展開しましたが、みなさんの反応を見て、現在はさらに進んでギャルアニメ路線になりました。」として事業の方向性を鮮明にしていった。

### レーティング
1995年4月、NECホームエレクトロニクスにより倫理審査基準（レーティング）が定められた。同年4月以降にマスターアップするFC-FX及びPCエンジンのソフトが対象とされ、新しく発売するソフトのほか、再販するソフトにも適用された。
- 『一般向け』 - 年齢を問わずに推奨できるゲーム。性的な刺激のないもの。残酷なシーンや暴力などの刺激を与えないもの。年少者に対して犯罪や反社会的行為を煽らないもの。未成年者の喫煙、飲酒のシーンを肯定するものも禁止。
- 『18歳以上推奨』 - 18歳未満のユーザーに推奨できない内容のもの。著しく性的感情を刺激しないもの。乳首まではOKだが、性行為表現は間接的でも禁止。暴力シーンは多少は可能だが残酷な描写は禁止。
- 『18歳未満禁止』 - 年少者がプレイするのは好ましくないと思われるもの。ただし、性行為・著しく残虐な暴力の直接的な表現は禁止。

## 広告
アニメ戦略を展開する際、PC-FXのマスコットキャラクター（イメージキャラクター）としてロルフィーを誕生させた。NECホームエレクトロニクスのゲーム事業向けのコーポレートキャラとして機能した。『アニメフリークFX』のチラシや表紙などを飾っており、ゲームソフト『となりのプリンセス ロルフィー』も発売されている。

## 関連雑誌
- 『電撃PCエンジン』（メディアワークス） - 1996年6月号（4月30日発売）から『電撃G'sエンジン』へ誌名を変更。
- 『PC Engine FAN』（徳間書店インターメディア）- PCエンジン、PC-FXの専門情報誌。1996年10月号で休刊。

1996年11月には徳間書店インターメディアからゲーム開発に焦点を絞ったムック『DEVELO MAGAZINE』が刊行され、PC-FXGAやでべろBOXと連動するという形式になったが、2号で休刊している。